# Seleção Irlandesa de Voleibol Masculino
A seleção irlandesa de voleibol masculino é uma equipe europeia composta pelos melhores jogadores de voleibol da República da Irlanda. A equipe é mantida pela Associação Irlandesa de Voleibol (Volleyball Association of Ireland). A equipe não consta no ranking mundial da FIVB segundo dados de 11 de janeiro de 2011.